# Tredje koalitionskriget
Tredje koalitionskriget var en del av Napoleonkrigen och utkämpades under åren 1803 till 1806. Parter var å ena sidan Frankrike och dess allierade, och å andra sidan stater i det Tysk-romerska riket, samt Portugal, Ryssland, Sverige och andra länder.
Samtidigt som Storbritannien samlade ihop den tredje koalitionen mot Frankrike, planerade Napoleon en invasion av Storbritannien, och samlade ihop 180 000 man vid Boulogne. Men för att kunna iscensätta sin invasion behövde han nå överlägsenhet på havet, eller åtminstone att hålla den brittiska flottan borta från Engelska kanalen. En komplex plan för att distrahera britterna genom att hota dess kolonier i Västindien misslyckades, när en fransk-spansk flotta under amiral Villeneuve vände tillbaka efter en obeslutsam attack utanför Kap Finisterre den 22 juli 1805. Brittiska flottan blockerade Villeneuve i Cádiz tills den gav sig av till Neapel den 19 oktober. 
Den franska flottan besegrades överväldigande i slaget vid Trafalgar den 21 oktober. Den brittiske befälhavaren Lord Nelson dog emellertid i slaget. Napoleon fick senare aldrig möjligheten att utmana britterna till sjöss. Då hade dock Napoleon redan övergett alla planer på att invadera England, och hade åter vänt sin uppmärksamhet mot fiender på kontinenten. Den franska armén lämnade Boulogne och flyttade till Österrike.
I april 1805 undertecknade Storbritannien och Ryssland ett avtal i syfte att kasta ut fransmännen från den Bataviska republiken (ungefär dagens Nederländerna) och Schweiz. Österrike anslöt sig till koalitionen efter Frankrikes annektering av Genua och proklamationen av Napoleon som kung av Italien den 17 mars 1805. 
Sverige, som redan hade gått med på att hyra ut Svenska Pommern som en militärbas för brittiska trupper mot Frankrike, trädde formellt in i koalitionen den 9 augusti. Sveriges del i koalitionen ledde till det pommerska kriget 1805–07.
Österrikarna inledde kriget genom att invadera Bayern med en armé bestående av omkring 70 000 man under Karl Mack von Leiberich. Den franska armén marscherade från Boulogne i slutet juli 1805 för att konfrontera dem. Vid Ulm (den 25 september – 20 oktober) omringade Napoleon Macks armé och tvingade fram en kapitulation, dock utan större förluster. Genom att den största österrikiska armén norr om Alperna nu var besegrade (en annan armé under ärkehertig Karl av Österrike-Teschen manövrerade obeslutsamt mot André Massénas franska armé i Italien), kunde Napoleon ockupera Wien. 
Napoleon befann sig nu långt ifrån sina försörjningsled. Trots detta konfronterade han en större österrikisk-rysk armé under ledning av Michail Kutuzov, med tsar Alexander I av Ryssland personligen närvarande. Den 2 december krossade Napoleon den gemensamma österrikisk-ryska armén i Mähren i slaget vid Austerlitz, som vanligtvis anses som hans största seger. Han tillfogade den numerärt överlägsna österrikisk-ryska armén totalt 25 000 dödsoffer, samtidigt som hans egen armé inte förlorade fler än 7 000.
Österrike undertecknade Freden i Pressburg den 26 december 1805 och lämnade koalitionen. Denna fred krävde att österrikarna överlämnade Venetien till det fransk-dominerade Italien och grevskapet Tyrolen till Bayern.
När Österrike drog sig tillbaka från kriget följde ett dödläge. Napoleons armé hade nu ett rekord av kontinuerliga obrutna segrar på land, men den fulla kraften av den ryska armén hade ännu inte kommit in i bilden.
Sverige tvingades acceptera kontinentalsystemet vid freden i Paris 1810.